# Тропанец, Борис Яковлевич
Борис Яковлевич Тропанец (11 октября 1964, Заря, Одесская область — 22 мая 2008, Кишинёв) — советский футболист и молдавский тренер.

## Биография
Борис Тропанец родился 11 октября 1964 в селе Заря (Одесская область, УССР).

### Карьера игрока
Первые шаги в футболе Борис Тропанец делал в ДЮСШ пгт Сарата под руководством тренера В. Р. Златова. Затем перешёл в СДЮШОР «Черноморец» (Одесса). В 1982—1983 годах выступал в дублирующем составе одесситов. На профессиональном уровне дебютировал 22 февраля 1984 года в победном (3:0) домашнем поединке 1/16 финала кубка СССР против краснодарской «Кубани». Тропанец вышел в стартовом составе, но получив жёлтую карточку, на 80-й минуте был заменён Игорем Соколовским.
В Высшей лиге СССР дебютировал в составе одесского «Черноморца» 11 марта 1984 года в проигранном (0:1) выездном поединке 1-го тура против московского «Торпедо». Тропанец вышел на поле на 76-й минуте вместо Игоря Наконечного. Впервые на профессиональном уровне отметился голом 1 июля 1984 года на 46-й минуте победного (2:1) домашнего поединка 17-го тура Высшей лиги против харьковского «Металлиста». Тропанец вышел на поле в стартовом составе и отыграл весь матч. В том сезоне он сыграл в высшей лиге 4 матча и отметился 1 голом, ещё 2 матча провёл в кубке СССР.
В 1985 году Борис Тропанец был призван на военную службу, которую проходил в киевском СКА, выступавшем во Второй лиге. По ходу сезона 1986 года вернулся в «Черноморец», но завоевать место в первой команде не сумел и остаток сезона выступал в дубле, в составе которого отметился двумя голами в первенстве дублёров. В следующем сезоне также не смог стать основным игроком, сыграв два матча в первой команде. Поэтому по ходу сезона перешёл в кишинёвский клуб «Нистру», который в то время выступал во Второй лиге. В 1988 году помог кишинёвскому клубу выйти в Первую лигу, но по ходу сезона 1989 года перешёл симферопольскую «Таврию», также выступавшую в Первой лиге, за которую сыграл 21 матч (1 гол) в чемпионате. В следующем сезоне снова защищал цвета «Нистру». В составе молдавского клуба Тропанец выступал до 1991 года. В 1991 году по ходу сезона присоединился к тираспольскому «Тилигул».
В 1991 году выехал за границу, в Польшу, где подписал контракт с местным клубом «Полония» (Бытом). В сезоне 1991/1992 годов в польском первенстве сыграл 9 матчей и отметился двумя голами.

В 1992 году вернулся в Молдову, где подписал контракт с клубом высшей лиги «Амоком» (Кишинёв), в футболке которого отыграл 29 матчей и отметился 8 голами. В 1993 году уехал в Россию, где примкнул к клубу «КАМАЗ» из Набережных Челнов. В Кубке Интертото 1996 года сыграл за «КАМАЗ» 4 матча. Был капитаном «КАМАЗа». В Высшей лиге России сыграл 70 матчей и отметился 12 голами, ещё 5 матчей (3 гола) провёл в Кубке России.
В 1996 году, покинув «КАМАЗ», переехал в Южную Корею, где подписал контракт с клубом «Пучхон Юкон», выступавшим в Корейской Суперлиге, но закрепиться в южнокорейском клубе Тропанцу не удалось и, сыграв один матч в корейском чемпионате того же 1996 года, вернулся в «КАМАЗ». Однако возвращение оказалось не очень удачным. Тропанец был игроком основного состава, но по итогам сезона команда вылетела в Первую лигу.
В середине сезона 1998 года Тропанец перешёл в саратовский «Сокол», но в том же году вернулся в молдавский клуб «Зимбру», в составе которого стал победителем национального чемпионата (2000) и дошёл до третьего квалификационного раунда Лиги чемпионов сезона 1999/2000. Вторую часть сезона 2000/2001 годов провёл в «Олимпии» (Бельцы), но, сыграв один матч, покинул клуб. В том же году уехал в Индонезию, где подписал контракт с представителем высшего дивизиона местного чемпионата, клубом «Пусам Самурин» (10 матчей, 2 гола). В этом клубе и завершил карьеру футболиста.

### Тренерская деятельность
Тренерскую карьеру начал помощником тренера в молдавских клубах «Хынчешты» и «Зимбру».
С августа 2004 по июнь 2007 года возглавлял молодёжную сборную Молдавии, которая была близка к выходу в финальную часть молодёжного чемпионата Европы. Самые успешные игры — ничейные исходы со сборной Англии (2:2), Шотландии (0:0), победа над Грузией (5:1). Ряд игроков молодёжной сборной под его руководством позднее стали выступать за основную команду страны: Александр Епуряну, Виталий Бордиян, Александр Гацкан, Игорь Бугаев, Николай Жосан.
Борис Тропанец был признан лучшим тренером Молдавии 2005 года.

## Память
В честь Бориса Тропанца в его родном селе был назван стадион — Стадион имени Бориса Тропанца, на котором свои домашние поединки проводит ФК «Балканы» (Заря).